# Dimitra Arliss
Dimitra Arliss (Lorain, Ohio, 23 de octubre de 1932 - Woodland Hills, California, 26 de enero de 2012) fue una actriz estadounidense conocida por su papel de Loretta Salino en El golpe.
Su familia era de ascendencia griega. Su carrera empezó en el Teatro Goodman de Chicago y durante los años 60 empezó a darse a conocer en los escenarios de Broadway con la obra de Arthur L. Kopit: Indians, donde interpretaba a una india nativa con acento italiano.
Aparte del teatro, también trabajó en varias producciones televisivas y cinematográficas. 
En 2012 sufrió un accidente cerebrovascular y fue trasladada a un hospital de Woodland Hills donde falleció el 26 de enero.

## Filmografía

### Películas
| Año  | Título                     | Personaje            | Notas |
| ---- | -------------------------- | -------------------- | ----- |
| 1971 | The Ski Bum                | Liz Stone            |       |
| 1973 | The Sting                  | Loretta              |       |
| 1977 | The Other Side of Midnight | Hermana Theresa      |       |
| 1979 | A Perfect Couple           | Athena               |       |
| 1980 | Xanadu                     | Helen                |       |
| 1982 | Firefox                    | Natalia              |       |
| 1985 | Eleni                      | Ana (Czechoslovakia) |       |
| 1996 | It's My Party              | Fanny Kondos         |       |
| 2000 | Bless the Child            | Dahnya               |       |

### Televisión
| Año       | Título                                 | Personaje                                          | Notas                                      |
| --------- | -------------------------------------- | -------------------------------------------------- | ------------------------------------------ |
| 1974      | Lucas Tanner                           | Sra. Hailey                                        | Episodio: "Echoes"                         |
| 1974      | This Is the West That Was              | Ida May                                            | Película de televisión                     |
| 1974      | Kojak                                  | Sherry Kaufman                                     | Episodio: "A Killing in the Second House"  |
| 1975      | Mannix                                 | Rosa                                               | 2 episodios                                |
| 1975      | Death Scream                           | Sra. Kosinsky                                      | Película de televisión                     |
| 1975      | Joe and Sons                           | Flora                                              | Episodio: "Carmela"                        |
| 1975      | The Art of Crime                       | Madam Vera                                         | Película de televisión                     |
| 1975      | Marcus Welby, M.D.                     | Margot Porter                                      | Episodio: "The One Face in the World"      |
| 1976      | Special Treat                          | Lily                                               | Episodio: "Papa and Me"                    |
| 1976      | Rich Man, Poor Man Book II             | Maria Falconetti                                   | 7 episodios                                |
| 1976–1979 | Quincy, M.E.                           | Dr. Kershner / Shirley                             | 3 episodios                                |
| 1977      | The Hardy Boys/Nancy Drew Mysteries    | Hazel Thompson                                     | Episodio: "The Mystery of Witches' Hollow" |
| 1977      | Mary Hartman, Mary Hartman             | Zorinna                                            | 8 episodios                                |
| 1978      | The Pirate                             | Nabilia                                            | Película de televisión                     |
| 1979      | Dallas                                 | Hatton                                             | Episodio: "John Ewing III: Part 2"         |
| 1979      | The Fall of the House of Usher         | Madeline Usher                                     | Película de televisión                     |
| 1980      | Guyana Tragedy: The Story of Jim Jones | Sister Fleming                                     |                                            |
| 1981      | Murder in Texas                        | Gina Meier                                         |                                            |
| 1983      | Bring 'Em Back Alive                   | Princesa Kati                                      | Episodio: "To Kill a Princess"             |
| 1987      | As the World Turns                     | Mujer griega                                       | Episodio: "Lily Learns a Shattering Truth" |
| 1988      | Onassis: The Richest Man in the World  | Artemis                                            | Película de televisión                     |
| 1993      | The Disappearance of Christina         | Gallery Owne                                       |                                            |
| 1993–1996 | General Hospital                       | Helena Cassadine                                   | 3 episodios                                |
| 1994      | Iron Man                               | Computadora / Computadora de armadura / Sra. Stark | 2 episodios                                |
| 1996      | Spider-Man                             | Anastasia Hardy                                    |                                            |
| 1997      | Bella Mafia                            | Sra. Scorpio, madre de Teresa                      | Película de televisión                     |